# Графенау (Нижняя Бавария)
Графенау (нем. Grafenau) — город и городская община в Германии, в Республике Бавария.
Община расположена в правительственном округе Нижняя Бавария в районе Фрайунг-Графенау. Население составляет 8498 человек (на 31 декабря 2010 года). Занимает площадь 63,79 км². Официальный код — 09 2 72 120.
Является резиденцией Национального парка Баварский лес, национально признанный курорт в Баварском Лесу. Приобрёл статус города в 1376 году и рассматривается как самый старый город в Баварском Лесу.

## Население
По оценке на 31 декабря 2015 года население общины Графенау составляет 8313 чел. 

| Дата      | 1840 | 1871 | 1900 | 1925 | 1939 | 1950 | 1961 | 1970 | 1987 | 2011 |
| --------- | ---- | ---- | ---- | ---- | ---- | ---- | ---- | ---- | ---- | ---- |
| Население | 3141 | 3749 | 4388 | 5119 | 5309 | 7429 | 7347 | 7914 | 8093 | 8361 |

| Год       | 1960 | 1970 | 1980 | 1990 | 2000 | 2009 | 2010 | 2011 | 2012 | 2013 | 2014 | 2015 |
| --------- | ---- | ---- | ---- | ---- | ---- | ---- | ---- | ---- | ---- | ---- | ---- | ---- |
| Население | 7255 | 7945 | 8062 | 8433 | 9085 | 8607 | 8498 | 8346 | 8237 | 8255 | 8314 | 8313 |

## Фотогалерея

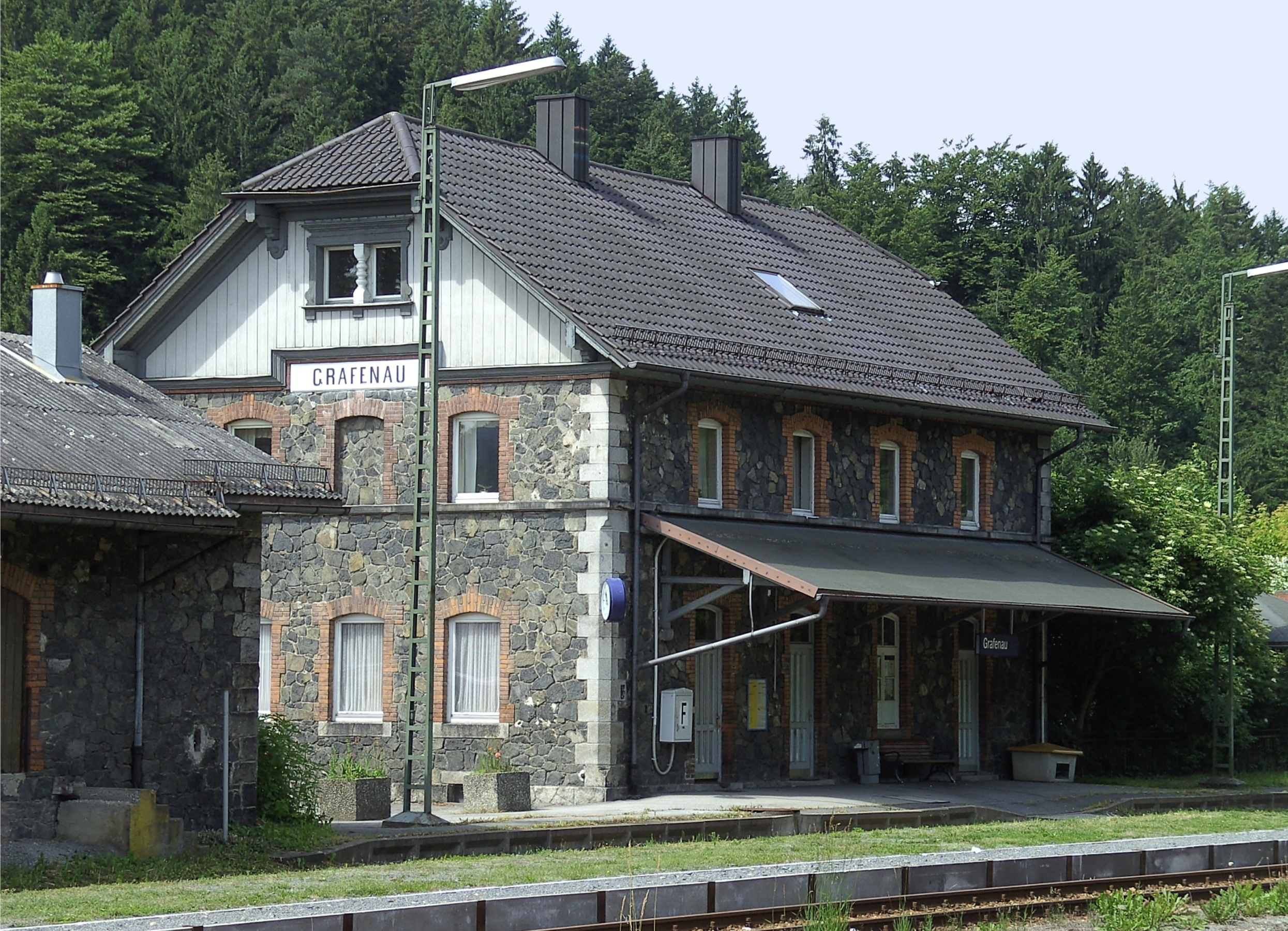
Станция Графенау
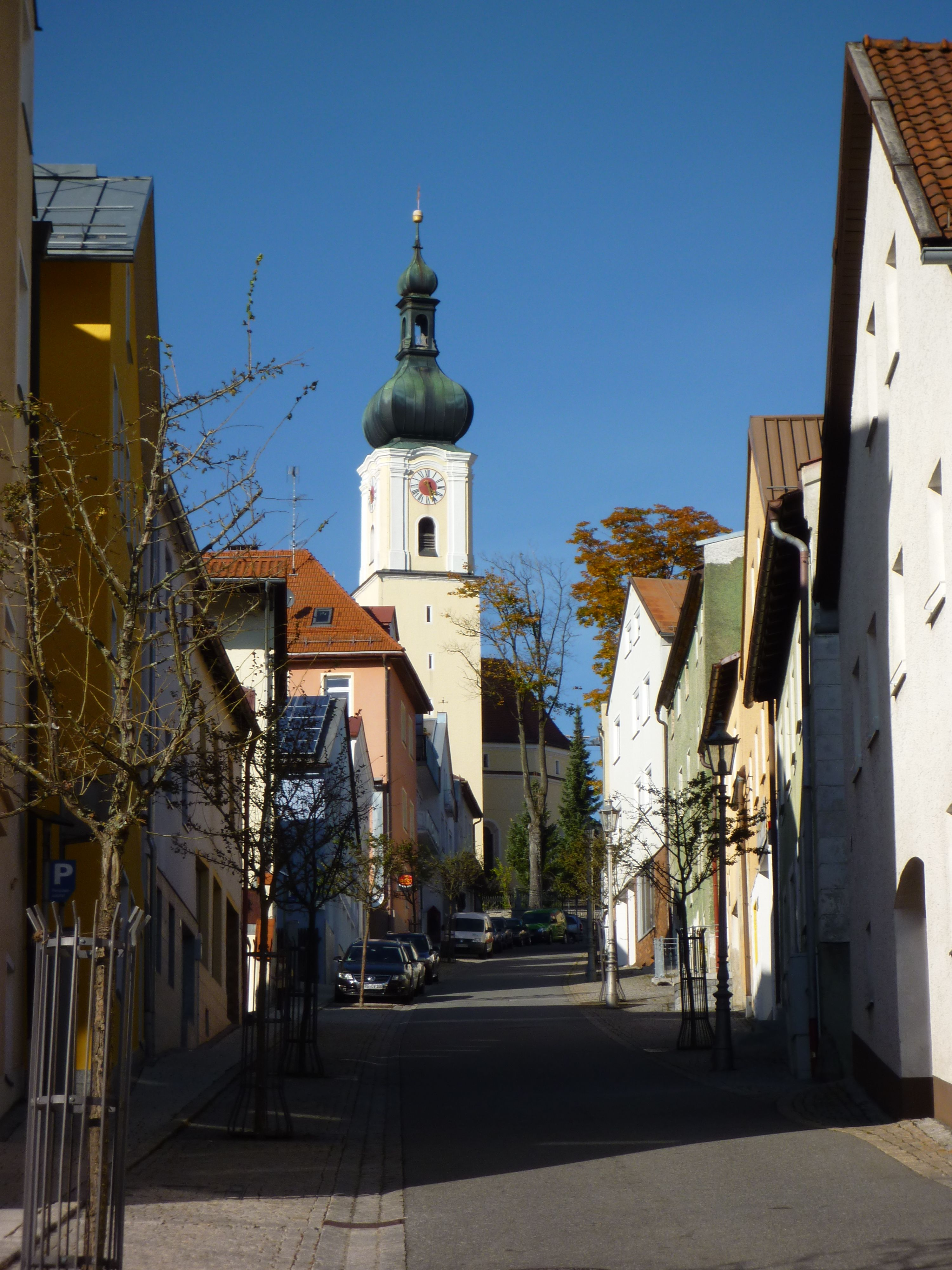
Церковь Св. Марии
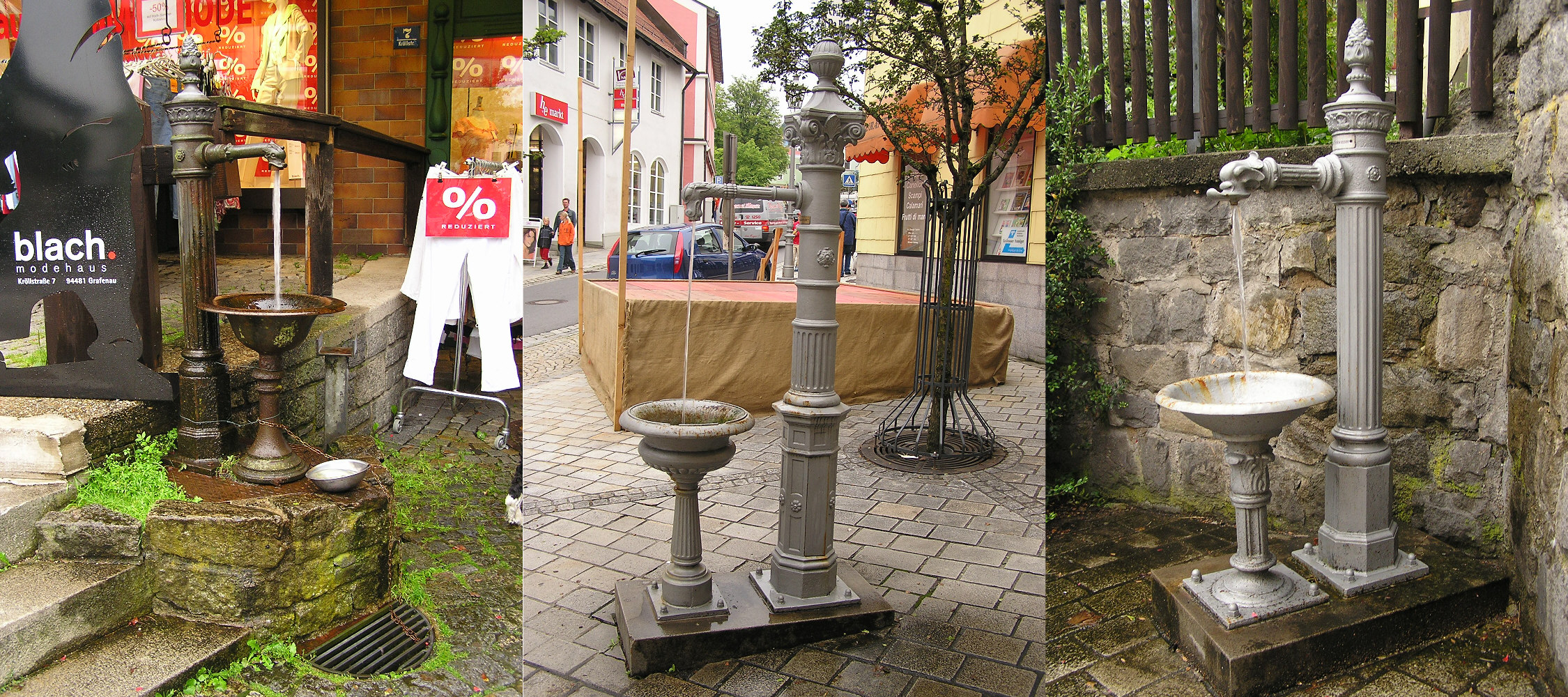
Фонтаны Графенау
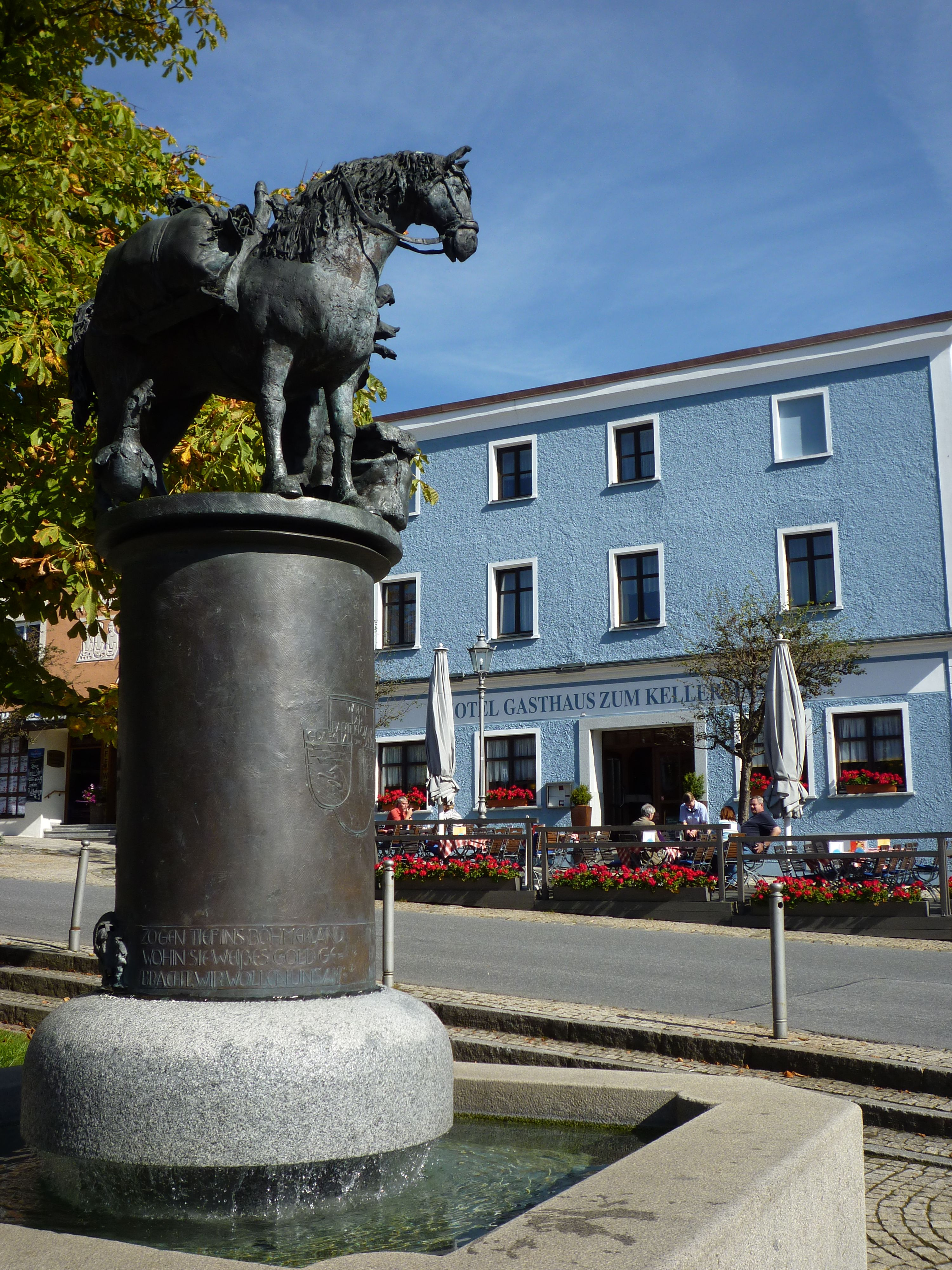
Фонтан Шоймера
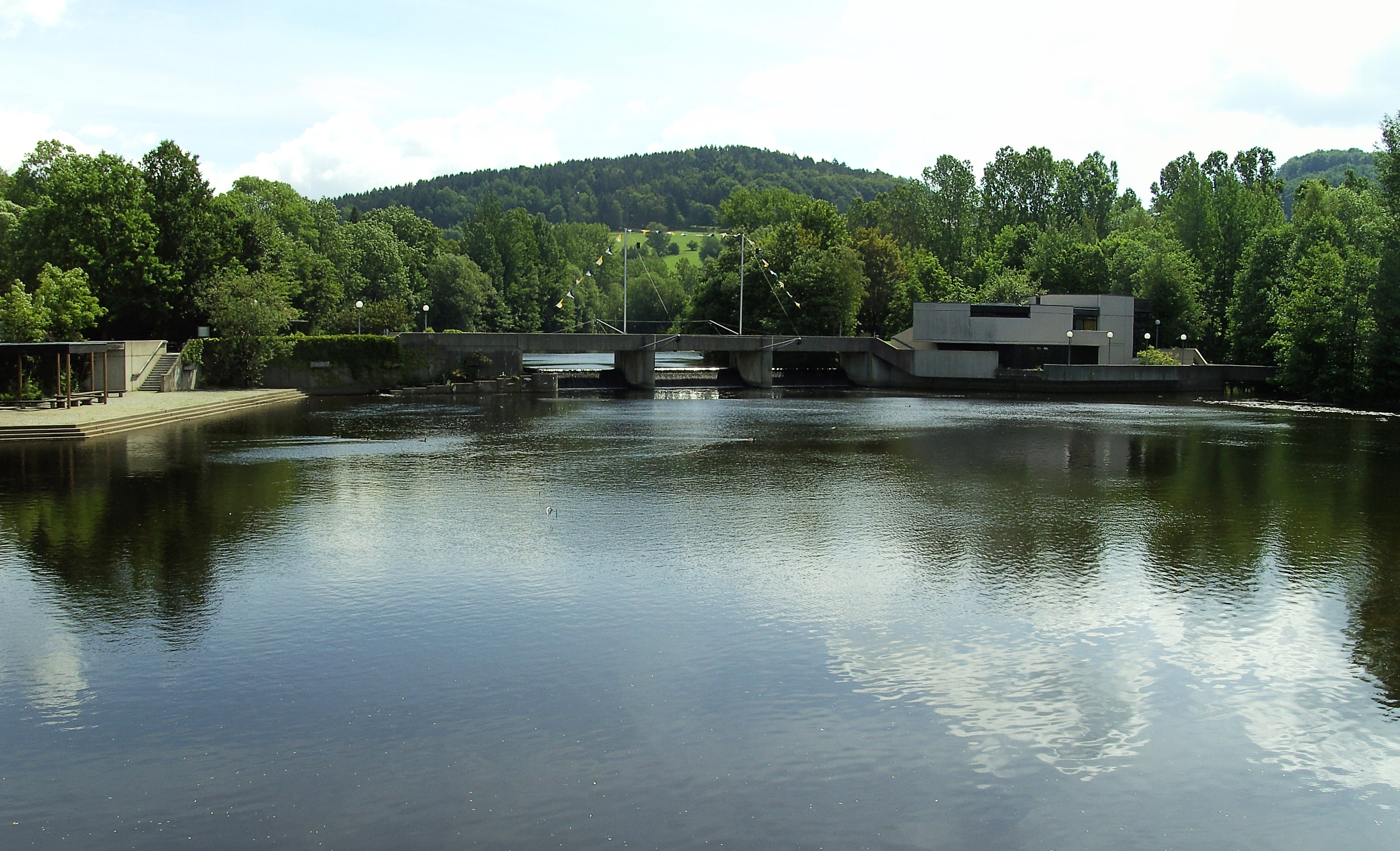
Озеро в Графенау